# Chendremal, Sălaj
Chendremal este un sat în comuna Zimbor din județul Sălaj, Transilvania, România.